# Сурейя
«Сурейя» (азерб. Sürəyya) — радянський художній фільм 1987 року.

## Сюжет
Молода доярка Сурейя з далекого гірського села їде в Москву шукати свого нареченого Сейфетдіна. Вона дізнається, що він давно одружений і має сина, який живе у старого хворого діда, бо батько відбуває покарання за хуліганський вчинок. Сурейя відвозить хлопчика до себе в село, щоб піклуватися про нього, але тут з'являється дружина Сейфетдіна…

## У ролях
- Малахат Аббасова —  Сурейя
- Яшар Нурі —  Муса
- Петро Глєбов —  дядько Коля
- Тофік Мірзоєв —  Мамед
- Гаджи Ісмайлов —  Гейсар
- Ельміра Шабанова —  тітка Беяз
- Рза Худієв —  Сейфетдін
- Еміль Пашаєв —  Кукуш
- Ульві Мамедов —  Алі
- Гюндуз Аббасов —  Гюндуз

## Знімальна група
- Режисер — Тофік Ісмайлов
- Сценарист — Акрам Айліслі
- Оператор — Валерій Керімов
- Композитор — Тофік Кулієв
- Художник — Кяміль Наджафзаде